# Svízel lesní
Svízel lesní (Galium sylvaticum) je statná planě rostoucí bylina z rozsáhlého rodu svízel. Vyskytuje se v celé střední Evropě, od východní Francie až po západní Maďarsko. v Česku roste na celém území. Byl zavlečen i do Severní Ameriky.
Dorůstá od 30 do 140 centimetrů. Květy jsou žlutavě bílé a rostou v latě. Kvete od května do července.